# Alexej Archipowitsch Borutscheff
Alexej Archipowitsch Borutscheff (russisch Алексей Архипович Боручев, wissenschaftliche Transliteration Aleksej Archipovič Boručev; * 14. November 1911 in Roslawl, Gouvernement Smolensk, Russisches Kaiserreich, heute Oblast Smolensk, Russland; † 8. Februar 1994 in Bamberg, Bundesrepublik Deutschland) war ein russischer Architekt, Maler und Grafiker. Von 1945 bis zu seinem Tod lebte und wirkte er fast ununterbrochen in Bamberg.

## Leben
Alexej Borutscheff wurde am 14. November 1911 in Roslawl im Westen Russlands, nahe der belarussischen Grenze, geboren. In Moskau besuchte er in den 1930er-Jahren die Hochschule für Architektur und Kunst. Als Offizier der Roten Armee geriet er 1941 in deutsche Kriegsgefangenschaft und kam in ein Arbeitslager nach Tirschenreuth. 1945 verschlug es ihn nach Bamberg, wo er mit einer Unterbrechung von wenigen Jahren bis zu seinem Tod lebte.
In Bamberg arbeitete er zunächst als Zeichenlehrer an der School of Art für amerikanische Soldaten im Wasserschloss Concordia (heute Internationales Künstlerhaus Villa Concordia).
Ab 1953 entwarf er bei Bamberger Architekten Pläne für Wohnsiedlungen und Kirchenneubauten. Von 1961 bis 1964 war er Architekt und Denkmalpfleger im schweizerischen Murten. Reisen führten ihn nach Italien, Spanien, Frankreich, Griechenland und Ägypten.
In Bamberg war Borutscheff als freischaffender Künstler eine der imposantesten und farbigsten Erscheinungen der Kunstszene der Nachkriegszeit. Man konnte ihn lange Zeit in der Altstadt erleben, auch in den Künstlertreffs, der Weinstube Pizzini, in Scheiners Weinstuben oder im Schlenkerla. Er war „ein charmanter Plauderer mit Tiefgang, wenn er wollte, ein schroffer Schweiger, wenn er seine weite Seele schützen wollte. Kantig wie ein Holzschnitt, empfindsam wie ein Aquarell.“
Borutscheff wohnte lange in einem kleinen Atelier am Katzenberg 6, unterhalb des Dombergs. Am Ende seines Lebens beeinträchtigten ihn Krankheiten. Er kam unter Betreuung. Nach einer Operation am Grauen Star sah er seine eigenen Radierungen mit anderen Augen, vermeinte verwirrt gar, sie seien ihm von anderen untergeschoben worden, und zerriss die noch vorhandenen. Der Hauseigentümer rettete sie.
Borutscheff starb am 8. Februar 1994 in Bamberg.

## Werk
Borutscheffs künstlerisches Werk umfasst Malerei mit Aquarell- und Ölfarben, Tusch-/Kohle-Zeichnungen, Holzschnitte und Radierungen. Freunde und Gönner förderten und regten ihn an, die historisch-kulturellen Vereine Bambergs publizierten Grafik von ihm, wenn er nicht selbst für die Verbreitung sorgte und damit seinen Erfolg vermehrte. Ein Schwerpunkt seines Schaffens waren Darstellungen zur Architektur Bambergs, Kirchen, Gebäude, dazu Statuen, außerdem Orts- und Städteansichten aus dem Umland. Auch Funde aus der Vor- und Frühgeschichte der Umgebung Bambergs fanden anfangs sein Interesse.
Die Kapitelle des spätromanischen Kreuzgangs des Bamberger Karmelitenklosters beschäftigten ihn jahrelang intensiv und wurden von ihm künstlerisch nachgestaltet. Bei seinen Bildern hat er, wie er in einer eigenen Veröffentlichung bekannte, „besonders Akzente herausgeholt, die auf [s]eine Herkunft aus einem fremden Land mit einer gänzlich anders geprägten Kulturtradition zurückzuführen sind.“
Gezeichnet hat er überdies die schwer deutbaren grotesken Statuen des barocken Bildhauers Karl Stilp in der Stiftsbibliothek Waldsassen, meist Köpfe, „Karikaturen von Karikaturen.“
Die Buchillustration gehört zu Borutscheffs Hauptleistungen. Von E. T. A. Hoffmann war er fasziniert, zahlreiche Erzählungen fanden in einzelnen Zeichnungen und (gedruckten) Folgen seine eigene Interpretation. Die Veröffentlichung von Das fremde Kind 1967 wurde so charakterisiert: „Sein Stil ist expressiv und von elementarer Wucht, nahezu aggressiv, teils auch plastisch wie der eines Bildhauers. Die menschliche Gestalt wird nicht selten so verfremdet, dass sie beunruhigend grob und hässlich wirkt. Lange Schatten mit jäher Brechung, drastische Verkürzungen der Perspektive und irreale Größen- und Raumverhältnisse bestimmen die an Graustufen reichen Kompositionen.“ Auch die Radierungen zu Hoffmanns Kriminalgeschichte Das Fräulein von Scuderi wurden im Buchdruck 1976 weiter verbreitet.
Der monumentale Zyklus von 176 Zeichnungen zu Johann Wolfgang von Goethes Faust I und Faust II entstand zwischen 1961 und 1970 und gehört zu seinen Hauptwerken, wenngleich nur eine Auswahl publiziert ist. „Die detailreichen Bildkompositionen, von produktiver Unruhe vorwärtsgetrieben, strahlen enorme Expressivität aus; sie sind temperamentvoll, energiegeladen, kraftstrotzend. Leichtgängigkeit und gefällige Glätte sind Borutscheffs Sache nicht: Die Linienführung wirkt kantig, sperrig, mitunter grob verzerrend. Der Betrachter gerät in den Bann phantasiereicher und phantastischer Bild-Ideen, deren visionäre Kühnheit und Fremdartigkeit überraschen, die mitunter auch erschreckend wirken.“
Weitere Werke der Weltliteratur regten ihn zu Illustrationen an, u. a. Äsops Fabeln, Aristophanes’ Lysistrata, Erasmus’ von Rotterdam Lob der Torheit, William Shakespeares Macbeth, Jonathan Swifts Gullivers Reisen, Bertolt Brechts Gedichte. Die zugehörigen Texte gestaltete er oft in seiner kantigen Handschrift als unikale Bücher. Russische Dichter und ihre Werke schätzte er besonders, so Lew Nikolajewitsch Tolstois Der Leinwandmesser, Pjotr Pawlowitsch Jerschows Das Buckelpferdchen, Alexander Issajewitsch Solschenizyns Ein Tag im Leben des Iwan Denissowitsch und Iwan Sergejewitsch Turgenews Väter und Söhne.
Porträts gehörten mit zu seiner Auseinandersetzung, wie Faust und Mephistopheles, Ludwig van Beethoven, E. T. A. Hoffmann, Pablo Picasso, Josef Stalin, dazu wenige Bamberger Persönlichkeiten. Zahlreich sind seine Aktdarstellungen, außerdem Pferde und Zentauren, weitere Tiere, Fasanen, Hähne, Drachen, Blumen, Stillleben usw.

## Bedeutung
In Bamberg war Borutscheff von den 1950er- bis in die 1980er-Jahre eine geschätzte Künstlerpersönlichkeit. Der mit slawischem Akzent Sprechende war nachhaltig geprägt von seiner Kriegserfahrung und dem Trauma eines Zugriffs des KGB. Eine expressive, ausdrucksstarke holzschnittartige Handschrift zeichnet seine Grafik aus. Er griff auf das Ideengut des Phantastischen Realismus zurück, Naturalismus war ihm fremd. Hervorzuheben sind die Bamberg-Darstellungen, darunter die dokumentierten Kriegszerstörungen, außerdem die Bilder aus dem Umland. Berühmt und überörtlich gewürdigt sind seine Buchillustrationen, vor allem die zu E. T. A. Hoffmann, zu Goethes Faust und zu anderen Werken der Weltliteratur.

## Nachlass
Die Staatsbibliothek Bamberg verwahrt außer den zu Lebzeiten erworbenen Werken seinen Nachlass, u. a. Grafiken, Bücher, Gemälde, Holzstöcke, Radierplatten sowie seine Kupferdruckpresse, Reisestaffelei und Malerpalette. Einzelne Grafiken befinden sich im Historischen Museum der Stadt Bamberg und in Privatbesitz.

## Ausstellungen
- Hommage à E. T. A. Hoffmann. Ausstellung Neue Residenz Bamberg 22. April – 2. Juli 1967. U.a. Borutscheff.
- Turgenjew: Väter und Söhne. Drei Tusch-/Kohlezeichnungen. Ausstellung in der Turgenjew-Bibliothek Moskau 1967.
- Ausstellung zum 220. Geburtstag E. T. A. Hoffmanns im E.T.A.-Hoffmann-Theater Bamberg, 27. Januar – 17. März 1996: Das fremde Kind. 12 Kohlezeichnungen (vgl. Fränkischer Tag, Bamberg, 27. Januar 1996, S. W 2, und 1. Februar 1996, S. W 2).
- Pfändtner, Karl-Georg: Selbstporträt Borutscheffs und Bamberg-Holzschnitte von 1947. In: Unser Jahrhundert. Kunst in den Sammlungen der Stadt Bamberg. Katalog zur Ausstellung in der Dominikanerkirche 17. Mai – 30. September 1998, S. 30 und 116, Abb. 206–209.
- E. T. A. Hoffmann und sein Werk im Spiegel der Grafik. Ausstellungskatalog. Texte: Winfried Schleyer. Stadtgalerie Villa Dessauer Bamberg 2009. S. 14–17. U.a. Borutscheff.
- Werner Taegert: „Faust“-Ausstellungen der Staatsbibliothek Bamberg zu den „Faust“-Inszenierungen des E.T.A.-Hoffmann-Theaters. In: E.T.A.-Hoffmann-Theater Bamberg. Spielzeit 2006/2007 [Programmheft]: Johann Wolfgang von Goethe: Faust eins. S. 30–33; Winfried Schleyer: Wo der Teufel vor Langeweile gähnt. Ebd, Faust zwei. S. 29–33.

## Illustrationen in Veröffentlichungen
- Pläne und Zeichnungen zu Bruno Müller: Der Kreuzgang des Karmeliten-Klosters in Bamberg. Bestimmung und Deutung der Bildinhalte seiner Kapitelle. In: Historischer Verein Bamberg, Bericht 97 (1961), 124 S. und separat.
- Zeichnungen zu Bruno Müller: Theatrum stultorum. Carl Stilps plastische Illustrationen zum „Narrenschiff“ in der Stiftsbibliothek zu Waldsassen. In: Archiv für Geschichte von Oberfranken 43 (1963) S. 159–198; 2. veränderte Aufl., Bayreuth 1965 [Deutung nicht akzeptiert].
- [Kalender]. Bamberg 1967. Nach Holzschnitten: Max Gardill, Bamberg.
- Bilder zu E. T. A. Hofmann: Das fremde Kind. E.T.A.-Hoffmann-Gesellschaft, Bamberg 1967.
- E. T. A. Hoffmann: Das Fräulein von Scuderi. 8 Radierungen. Bamberg 1976.
- [Je] 50 Illustrationen zu ausgewählten Texten von J. W. Goethe: Faust. Der Tragödie erster [und] zweiter Teil. Bamberg 1979 [und] 1969. Gesamtherstellung Stürtz, Würzburg. 300 [und] 500 handnummerierte Exemplare.
- Borutscheff,  Alexej: Der Karmeliten-Kreuzgang in Bamberg. Grafiken. Bamberg 1988. Gesamtherstellung Stürtz, Würzburg.
- Schrott, Georg: Rezeptionszeugnisse der Waldsassener Stiftsbibliothek von den Anfängen bis heute. In: Die Stiftsbibliothek in Waldsassen. Untersuchungen zu Geschichte, Bestand und Rezeption. Vita regularis 86 (2024) S. 306–310. – Digitalisate der 13 Bilder in: Forschungsblog Oberpfälzer Klöster, 3. Januar 2023: https://www.oberpfaelzer-kloester.de/2023/01/03/zeichnungen-der-waldsassener-bibliotheksfiguren-von-alexej-borutscheff/